# イエロー・キッド
イエロー・キッド（The Yellow Kid、本名ミッキー・デューガン Mickey Dugan）は、最初期のコミック・ストリップの一作であり、最初にカラーで大量印刷されたコミック・ストリップ『ホーガンズ・アレイ』（ホーガン横丁、Hogan's Alley）の主人公である。
イエロー・キッドは黄色いナイトシャツを着込み、馬鹿笑いを浮かべた出っ歯の少年で、彼と同じく奇妙なキャラクター達が闊歩するホーガン横丁をうろついている。イエロー・キッドの登場する漫画ではフキダシによるセリフの記述が行われていたが、キッド自身は彼のシャツに印刷されたスローガンによってコミュニケーションを行っていた。キッドの使う言葉は、乱暴なスラム街特有の隠語であった。
『ホーガンズ・アレイ』はしばしば世界初のコミック・ストリップであると主張されている。1993年にイタリアのルッカで開催された国際コミックス大会では、会場の漫画史研究家らの協議により、イエロー・キッドが最初のコミック・ストリップの主人公であるとの結論が出された。しかしながら、ヨーロッパの漫画史研究家や、『マンガ学 マンガによるマンガのためのマンガ理論』の著者である漫画家スコット・マクラウドらは、この見解に反論している。

## 経緯
『ホーガンズ・アレイ』は漫画家リチャード・F・アウトコールトにより執筆された。最初『ホーガンズ・アレイ』は1894年から1895年にかけて「トゥルース」誌にモノクロ印刷で不定期連載されていたが、1895年2月17日からジョーゼフ・ピューリツァーの経営するニューヨーク・ワールド紙に連載されたことにより、ニューヨーク市で多大な人気を博すようになった。1895年5月5日にはカラー版が掲載された。1896年に、作者のアウトコールトはイエロー・キッドと共に、ウィリアム・ランドルフ・ハーストの経営するニューヨーク・ジャーナル・アメリカン紙に引き抜かれて移籍し、漫画のタイトルも『イエロー・キッド』と改題された。ピューリツァーはニューヨーク・ワールド紙でイエロー・キッド漫画の新シリーズを書かせるために、画家ジョージ・ラックスを雇い、その結果として、イエロー・キッドの漫画は競合する二紙の上で同時に連載されるようになった。二作品のイエロー・キッドは、共に1898年に連載終了した。
上の二つの新聞はセンセーショナルな記事を特徴とした大衆紙であり、両者にイエロー・キッドが掲載されていたことから「イエロー・ペーパー（ペーパーは新聞の意）」と呼ばれ、そこから、大衆を喜ばせるために真贋の不確かなセンセーショナルな煽り記事も無節操に書き立てる三流報道を指す用語イエロー・ジャーナリズムが生まれた。
1995年にアメリカ合衆国で発行された記念切手「コミック・ストリップ・クラシックス」シリーズ20作品の一つとして、『イエロー・キッド』が選ばれた。
アメリカ合衆国の伝説的な詐欺師ジョセフ・ウェイル（Joseph Weil、1875年～1976年）のあだ名イエローキッド・ウェイルは、この漫画にちなんで名付けられた。

## イエロー・キッドの漫画

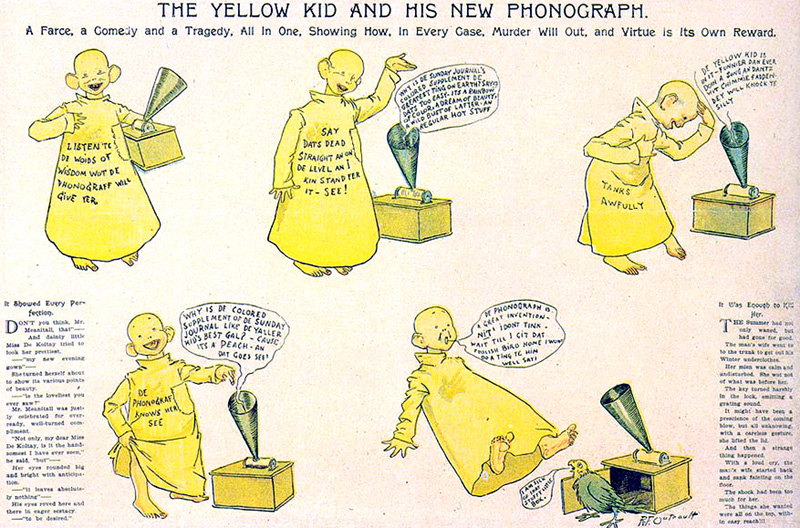
「イエロー・キッドと新型蓄音機」